# Metallochlora meeki
Metallochlora meeki is een vlinder uit de familie van de spanners (Geometridae). De wetenschappelijke naam van de soort is voor het eerst geldig gepubliceerd in 1896 door William Warren. Hij noemde de soort naar Albert Stewart Meek, die ze op Fergusson in Papoea-Nieuw-Guinea had verzameld. Warren duidde deze soort aan als de typesoort van het nieuwe geslacht Metallochlora.